# NGC 7342
NGC 7342 est une galaxie spirale barrée située dans la constellation de Pégase. Sa vitesse par rapport au fond diffus cosmologique est de 7 747 ± 25 km/s, ce qui correspond à une distance de Hubble de 114,3 ± 8,0 Mpc (∼373 millions d'al). NGC 7342 a été découverte par l'astronome français Édouard Stephan en 1872.
La classe de luminosité de NGC 7342 est I et elle présente une large raie HI.
En raison d'une brillance de surface égale à 14,47 mag/am2, on peut qualifier NGC 7342 de galaxie à faible brillance de surface (LSB en anglais pour low surface brightness). Les galaxies LSB sont des galaxies diffuses (D) avec une brillance de surface inférieure de moins d'une magnitude à celle du ciel nocturne ambiant.

## Supernova
La supernova SN 2010ii a été découverte dans NGC 7342 le 30 septembre 2010 par S. B. Cenko et al. dans le cadre du programme LOSS (Lick Observatory Supernova Search) de l'observatoire Lick. D'une magnitude apparente de 18 au moment de sa découverte, elle était de type Ia.